# Lijst van rijksmonumenten in Vinkeveen
De plaats Vinkeveen telt 10 inschrijvingen in het rijksmonumentenregister. Hieronder een overzicht.
| Object                                                                                                | Oorspronkelijke functie?  | Bouwjaar      | Architect     | Locatie                                           | Coördinaten?                  | Nr.?   | Afbeelding         |
| --- | ------------------------- | ------------- | ------------- | ------------------------------------------------- | ----------------------------- | ------ | ------------------ |
| Voormalige boerderij. gepleisterd langhuis met halsgevel                                              | Boerderij                 | 18e eeuw      |               | Herenweg 209                                      | 52° 13' 13" NB, 4° 55' 54" OL | 37410  | Meer afbeeldingen  |
| Heilige Hart van Jezus                                                                                | Kerk en kerkonderdeel     | 1883          | Alfred Tepe   | Kerklaan 2                                        | 52° 12' 55" NB, 4° 56' 5" OL  | 514685 | Meer afbeeldingen  |
| Pastorie                                                                                              | Kerkelijke dienstwoning   | 1881-1883     | Alfred Tepe   | hoek van de Kerklaan en de Herenweg               | 52° 12' 54" NB, 4° 56' 3" OL  | 514686 | Meer afbeeldingen  |
| Boerderij van het type langhuisboerderij opgetrokken op een rechthoekige plattegrond met één bouwlaag | Boerderij                 | 1913          |               | Demmerik 55                                       | 52° 12' 10" NB, 4° 55' 53" OL | 514688 | Meer afbeeldingen  |
| Schuur op rechthoekige plattegrond onder zadeldak, gedekt met gesmoorde Hollandse pannen              | Boerderij                 | 1913          |               | Demmerik bij 55                                   | 52° 12' 10" NB, 4° 55' 53" OL | 514689 | Meer afbeeldingen  |
| Woonhuis met smederij en wagenmakerij                                                                 | Woonhuis                  | ca. 1860-1880 |               | Op de hoek van de Herenweg aan de Baambrugse Zuwe | 52° 13' 13" NB, 4° 55' 58" OL | 514690 | Meer afbeeldingen  |
| Gemaal "De Ruiter"                                                                                    | Gemaal                    | 1923          |               | Demmeriksekade 5                                  | 52° 13' 13" NB, 4° 58' 24" OL | 514693 | Gemaal "De Ruiter" |
| Nederlands-Hervormde Kerk                                                                             | Kerk en kerkonderdeel     | 1930-1931     | B.W. Plooij   | Herenweg 201                                      | 52° 13' 12" NB, 4° 55' 55" OL | 514695 | Meer afbeeldingen  |
| Ronde veestal                                                                                         | Boerderij                 | 1925          | B. van Rinsum | Provincialeweg bij 14                             | 52° 12' 59" NB, 4° 54' 17" OL | 514698 | Meer afbeeldingen  |
| Molenromp van "De Vinkeveensemolen" of "De Plasmolen" (achtkante bovenkruier)                         | Industrie- en poldermolen | 1635          |               | Molenkade 3                                       | 52° 14' 58" NB, 4° 57' 50" OL | 527501 | Meer afbeeldingen  |